# Bernhard Winter
Bernhard Winter (* 14. März 1871 in Neuenbrok; † 6. August 1964 in Oldenburg) war ein deutscher Maler, Graphiker und Fotograf, der vor allem für den Raum Oldenburg bedeutend ist.

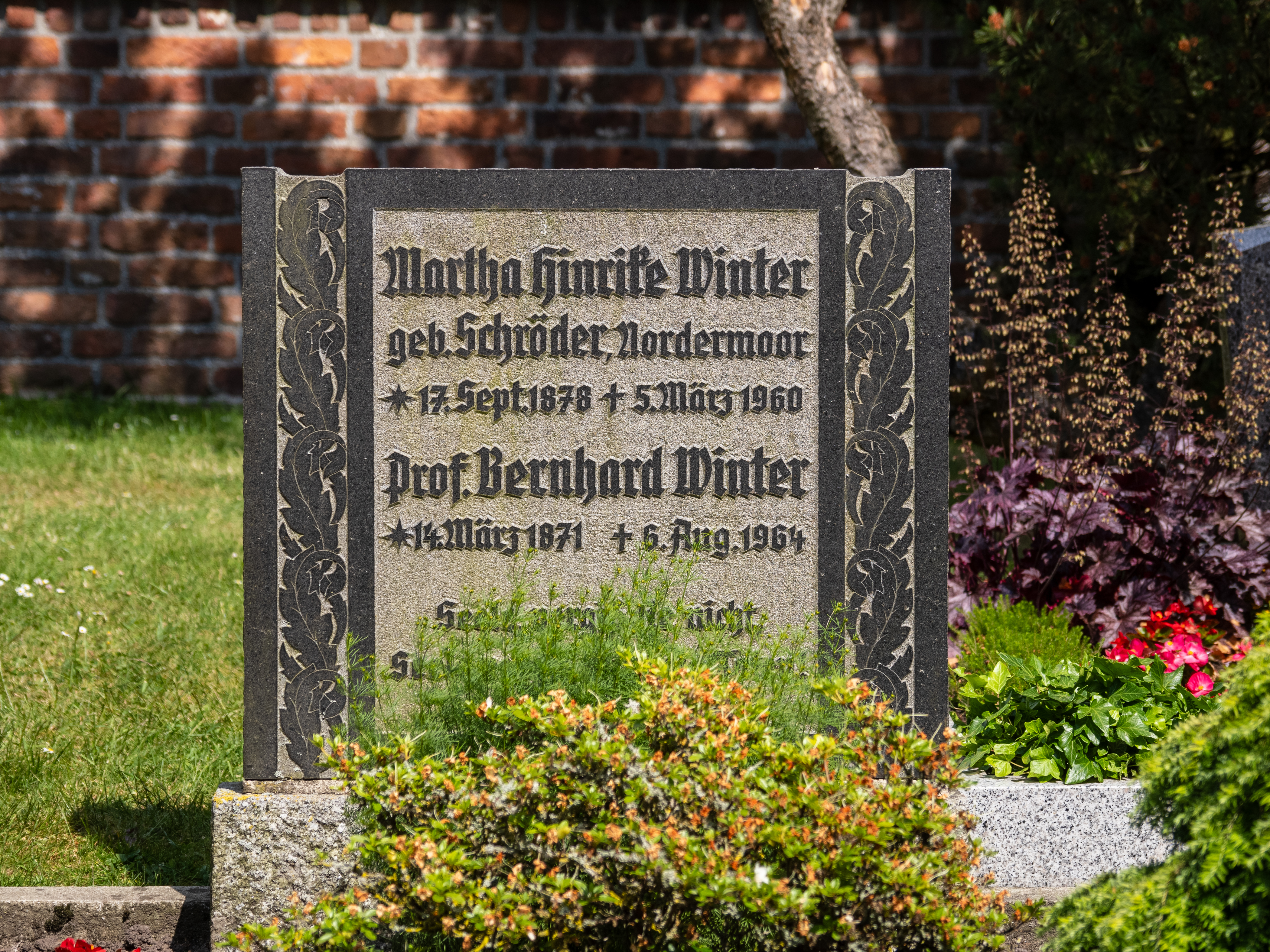
Grabstelle in Bardenfleth

## Leben
Winter entstammte einer bäuerlichen Familie aus Neuenbrok. Seine Eltern waren der Malermeister Bernhard Winter (1838–1911) und dessen erste Ehefrau Mette Katharina geb. Vogelsang. Die Familie zog 1875 nach Oldenbrok, wo Winter im nahen Moorriem erste prägende Eindrücke der Moormarschlandschaft gewann, auf die er in seinen Motiven später noch häufig Bezug nahm. 1882 übernahm der Vater ein Farbengeschäft in Oldenburg. Winter besuchte hier die Oberrealschule, wo sein zeichnerisches Talent bereits früh gefördert wurde. Die für Winter prägendste Förderung seiner Jugendjahre verdankte er allerdings dem Konservator der großherzoglichen Galerie im Augusteum Sophus Diedrichs (1817–1893), der ihn in die Kunst der niederländischen Landschaftsmalerei einführte, die Winter sein Leben lang bewundern sollte.
Von 1887 bis 1891 besuchte Winter die Dresdner Kunstakademie, die er anfangs für den strengen und konservativen Lehrbetrieb schätzte, sich später aber von diesem abwandte. 1891 kehrte er nach Oldenburg zurück. Eine Reise nach Berlin im Winter 1891 sowie ein Besuch auf der Weltausstellung in Chicago auf Einladung eines Onkels blieben ohne großen Eindruck auf Winter und sein Werk. 1895 ging er an die Kunstakademie Düsseldorf, unterbrach sein Studium dort aber häufiger für längere Aufenthalte in der oldenburgischen Heimat, zu der er eine starke Beziehung hatte.
1903 erhielt er durch den Großherzog Friedrich August aufgrund von „hervorragenden künstlerischen Leistungen“ den Professorentitel und war damit der jüngste Professor und der erste Maler mit diesem Titel in der Geschichte des Großherzogtums Oldenburg.
Winter malte vor allem Bilder über das bäuerliche Leben der Region Oldenburg, mit denen er in Zeiten des wirtschaftlichen und gesellschaftlichen Wandels das Leben und Arbeiten der bäuerlichen Bevölkerung dokumentieren und bewahren wollte. Er gilt als führender Vertreter der Heimatbewegung im Oldenburger Land. Mehrfach wurde er für seine großflächigen Gemälde mit Goldenen Medaillen auf Kunstausstellungen geehrt, so 1896 in München, 1898 auf der Großen Berliner Kunstausstellung (Kleine Goldmedaille), 1899 in Dresden und 1901 in Oldenburg.
Bernhard Winter schuf aber auch viele Porträts vor allem von Oldenburger Bürgern, von historischen Ereignissen und Genreszenen. Deshalb galt er vor allem in der Zeit vor dem Ersten Weltkrieg als Szenemaler der Oldenburger Bürgerschaft und seine Werke erzielten hohe Preise. Winter machte sich aber auch einen Namen als Buchillustrator, Grafiker, Fotograf und als Sammler bäuerlichen Kulturguts.
Winter gehörte 1904 neben Paul Müller-Kaempff, Richard tom Dieck und Gerhard Bakenhus zu den Begründern des Oldenburger Künstlerbundes und war als dessen Vorsitzender Mitunterzeichner eines Bitte an das Staatsministerium um Unterstützung „der bildenden Kunst und verwandter Bestrebungen“. Die Eingabe hatte Erfolg und das Ministerium stellte von 1906 an jährlich 3000 Mark Fördergelder zur Verfügung. Über deren Verwendung entschied Winter als Mitglied im Beratergremium und in der neugebildeten Ankaufskommission mit.
Ebenfalls 1906 schlug Winter in einer weiteren Eingabe vor, für die zukünftige moderne Sammlung Motive des Landes von Oldenburger Künstlern festhalten zu lassen. Hintergrund dazu war seine Ansicht, die Hauptaufgabe der Sammlung sei die Wiedergabe von Heimatlich-Vertrautem für ein möglichst breites Publikum.
Das Volkstümliche und Ursprüngliche des Oldenburger Landes versuchte Winter auch durch die Einrichtung des Zwischenahner Freilichtmuseums, dass er 1909/10 zusammen mit Johann Heinrich Sandstede und Wilhelm Gleimius gegründet hatte, sowie durch Beiträge für die 1913 erschienene Heimatkunde des Herzogtums Oldenburg, zu fördern.
Im Ersten Weltkrieg schuf Winter die Vorlagen für mindestens zwei Nagelbilder, Isern Hinnerk für die Stadt Oldenburg und den Rüstringer Friesen für die Stadt Rüstringen.
1931 ehrte die Stadt Oldenburg Bernhard Winter mit einem Eintrag in das Goldene Buch der Stadt, 1941 erhielt er die Goethe-Medaille für Kunst und Wissenschaft und 1961 wurde ihm die Ehrenbürgerwürde der Stadt Oldenburg zuteil. 1965 wurde eine Straße im Stadtteil Kreyenbrück nach Bernhard Winter benannt.
Bernhard Winters Geisteshaltung war von Jugend an konservativ und antisemitisch, später dezidiert völkisch-nationalistisch. Aus der evangelisch-lutherischen Kirche trat er 1910 aus. Sein Antrag auf Mitgliedschaft in der NSDAP wurde 1942 aus Altersgründen des bereits über 70-Jährigen Bewerbers abgelehnt, insbesondere aber wegen dessen von 1910 bis 1914 währenden Zugehörigkeit zur Oldenburger Freimaurerloge "Zum Goldenen Hirsch". Später identifizierte sich Winter mit dem "Tannenbergbund" (seit 1934: "Bund für deutsche Gotterkenntnis") des Ehepaares Erich und Mathilde Ludendorff. Winter stand 1944 in der Gottbegnadeten-Liste des Reichsministeriums für Volksaufklärung und Propaganda.
Viele seiner Werke, seine Besitztümer und Sammlungen sowie sein Nachlass werden heute im Stadtmuseum Oldenburg bewahrt, wo auch eine umfangreiche Ausstellung über Bernhard Winter gezeigt wird.

## Familie
1904 heiratete Winter Martha Schröder (1878–1960), die Tochter des Ökonomierats und Landtagspräsidenten Wilhelm Schröder (1853–1939).

## Werke
- Die Stedinger. 20 Bilder mit niederdeutschen Texten. Neuausgabe zum 750jährigen Gedenken an die Stedinger Kriege, mit Einleitung von Edo Pille, Niederdeutscher Heimat- und Kulturverein 1984